# بروتوباكتريت
البروتوباكترايت Protobactrites هي رأسيات الأرجل النوتيلية المنقرضة التي تنتمي إلى مستقيماوات القرن التي عاشت في ما سيكون أوروبا وآسيا خلال العصر الأوردوفيشي والعصر السيلوري قبل 466-421.3 مليون سنة ، موجودة منذ حوالي 45 مليون سنة . 

## التصنيف
البروتوباكتريتس ، التي أطلق عليها "هيات في زيتل "(1900) ، هي من تصنيف أرثوسيريد ، وهي من انتماء عائلي غير معروف  حيث احتفظ بها الباحث سيبكوسكي (2002).  على الرغم من الاسم ، ليس لدى البروتوباكتريت علاقة معروفة بـالباكتريتيدا بكرتيتيدا

## علم التشكل "المورفولوجيا"
تتميز البروتوبكتريت بغلاف طويل متعامد رفيع أو منحني بشكل ضعيف مع مقطع عرضي دائري أو شبه دائري ، وخيوط عرضية ، و جسم ذو بدن طويل وفتحة مائلة. يحتوي السطح على خطوط عرضية وطولية في بعض الأنواع. قد تكون الأصداف البالغة مقسمة بشكل طبيعي. 
لم يُعرف أي شيء عن الحيوان الحي الذي ربما كان لديه ثمانية أو عشرة أذرع ومخالب ، مثل القولونيات الحديثة مثل الحبار والأخطبوط الحديث.

## التوزيع الأحفوري
يقتصر توزيع الأحافير على أوروبا وشرق آسيا .